# Sądry
Sądry [ˈsɔndrɨ] (deutsch Zondern) ist ein Dorf in der Gmina Mrągowo (Sensburg) im Powiat Mrągowski der polnischen Woiwodschaft Ermland-Masuren.

## Geographische Lage
Das Dorf liegt in der Landschaft  Ermland an der von Giżycko (Lötzen) nach Mrągowo (Sensburg) und weiter bis Rozogi (Friedrichsdorf) führenden Landesstraße DK 59 (einstige deutsche Reichsstraße 140). Es ist 13 Kilometer von Mrągowo entfernt und hat seine Lage am Jezioro Mierzejewskie (Groß Notister See). 

## Geschichte
Das damalige Dorf Zondern entstand nach Kulmer Recht. Erstmals erwähnt wurde es 1427, als der Rastenburger Komtur Hans von Behnhausen (auch: Beenhausen, Beenhusen) das dortige Land zur Ansiedlung frei gab.
Am 29. März 1874 wurde im Zuge einer preußischen Gemeindereform Zondern dem Regierungsbezirk Gumbinnen (1905 bis 1945: Regierungsbezirk Allenstein), Landkreis Lötzen sowie darin dem Amtsbezirk Groß Jauer (polnisch Jora Wielka) zugeordnet. Der Amtsbezirk Groß Jauer bestand neben Groß Jauer aus den Landgemeinden Groß Notisten, Klein Jauer, Klein Notisten, Mnierczeiewen, Uszranken, Salza und Zondern und den Seen Groß Nostister See und Talter Gewässer.
Aufgrund der Bestimmungen des Versailler Vertrags stimmte die Bevölkerung im Abstimmungsgebiet Allenstein, zu dem Zondern gehörte, am 11. Juli 1920 über die weitere staatliche Zugehörigkeit zu Ostpreußen (und damit zu Deutschland) oder den Anschluss an Polen ab. In Zondern stimmten 120 Einwohner für den Verbleib bei Ostpreußen, auf Polen entfielen keine Stimmen.
Gegen Ende des Zweiten Weltkriegs besetzte im Januar 1945 die Rote Armee die Region. Bald darauf wurde Zondern zusammen mit der südlichen Hälfte Ostpreußens unter polnische Verwaltung gestellt. Soweit die Einwohner nicht der angestammten masurischen Minderheit angehörten oder geflüchtet waren, wurden sie nach 1945 größtenteils vertrieben und durch Polen ersetzt. Zondern  wurde in Sądry umbenannt.
Von 1975 bis 1998 gehörte Sądry zur damaligen Woiwodschaft Olsztyn, kam dann 1999 zur neu gebildeten Woiwodschaft Ermland-Masuren.

## Einwohnerzahlen
- 1933: 131[2]
- 1939: 126[2]

## Kirche
Bis 1945 war Zondern ein Kirchspielort der evangelischen Pfarrkirche in Rhein (polnisch Ryn) in der Kirchenprovinz Ostpreußen der Kirche der Altpreußischen Union. Auch nach 1945 ist der Bezug zu Ryn in Eingliederung in die dortige Evangelisch-Augsburgische Kapelle vorhanden. Sie ist Teil der Diözese Masuren der Evangelisch-Augsburgischen Kirche in Polen.

## Sehenswürdigkeiten
- Museum Masurisches Bauernhaus der seit 200 Jahren im Dorf ansässigen Familie Dickti. Das Museum  zeigt die früheren Lebensbedingungen in dem Dorf  und wurde 1990 vom Schriftsteller Arno Surminski eingeweiht.